# NGC 5485
NGC 5485 est une galaxie lenticulaire située dans la constellation de la Grande Ourse. Sa vitesse par rapport au fond diffus cosmologique est de 2 020 ± 8 km/s, ce qui correspond à une distance de Hubble de 29,8 ± 2,1 Mpc (∼97,2 millions d'al). NGC 5485 a été découverte par l'astronome germano-britannique William Herschel en 1789.
NGC 5485 présente une large raie HI. Selon la base de données Simbad, NGC 5485 est une galaxie LINER, c'est-à-dire une galaxie dont le noyau présente un spectre d'émission caractérisé par de larges raies d'atomes faiblement ionisés.
À ce jour, une quinzaine de mesures non basées sur le décalage vers le rouge (redshift) donnent une distance de 29,780 ± 6,901 Mpc (∼97,1 millions d'al), ce qui est à l'intérieur des valeurs de la distance de Hubble.

## Supernova
La supernova SN 1982W a été découverte dans NGC 5485 le 14 décembre 1982 par l'astronome hongrois Miklós Lovas de l'observatoire Konkoly. On a d'abord cru que cette supernova s'était produite dans NGC 5473, mais R. Wood et  de l'Observatoire royal de Greenwich ont confirmé la position de cette supernova à 19 à l'ouest et à 63 au nord du noyau de NGC 5485. Cette supernova était de type I.

## Groupe de NGC 5485
NGC 5485 est la galaxie le plus brillante d'un groupe de galaxies qui porte son nom.  Les sept autres galaxies du groupe de NGC 5485 sont NGC 5422, NGC 5443, NGC 5473, NGC 5475, NGC 5486, MCG  9-23-39 et UGC 9071.
Abraham Mahtessian mentionne également ce groupe, mais les galaxies NGC 5486, MCG 9-23-39 et UGC 9071 n'en font pas partie.